# Sainte-Lunaise
Sainte-Lunaise är en kommun i departementet Cher i regionen Centre-Val de Loire i de centrala delarna av Frankrike. Kommunen ligger  i kantonen Levet som tillhör arrondissementet Bourges. År 2015 hade Sainte-Lunaise 18 invånare.

## Befolkningsutveckling
Antalet invånare i kommunen Sainte-Lunaise
Referens:INSEE